# Código ATC M04
O Código ATC M04 (Preparações antigotosas) é um subgrupo terapêutico da classificação ATC (Anatomical Therapeutic Chemical Classification System), um sistema de códigos alfanuméricos desenvolvido pela Organização Mundial da Saúde (OMS) para classificar medicamentos e outros produtos médicos. O subgrupo M04 faz parte do grupo anatômico M (sistema musculoesquelético).
Os códigos para uso veterinário (códigos ATCvet) podem ser criados colocando a letra Q antes do código ATC para uso humano: por exemplo, QM04. Os códigos ATCvet sem os códigos ATC humanos correspondentes são citados com a letra Q inicial nessa lista. 

## M04A Preparações anti-gota

### M04AA Preparações de que inibem a produção deácido úrico
M04AA01 Alopurinol
M04AA02 Tisopurina
M04AA03 Febuxostato
M04AA51 Alopurinol, associações

### M04AB Preparações de queaumentam a excreção de ácido úrico
M04AB01 Probenecida
M04AB02 Sulfinpirazona
M04AB03 Benzbromarona
M04AB04 Isobromindiona
M04AB05 Lesinurad

### M04AC Preparações sem efeito no metabolismo do ácido úrico
M04AC01 Colchicina
M04AC02 Cinchofeno

### M04AX Outras preparações anti-gota
M04AX01 Urato oxidase
M04AX02 Pegloticase